# رضا جونسون
رضا جونسون (بالفرنسية: Réda Johnson)‏:(ولد في 21 مارس 1988) هو لاعب كرة قدم بنين الذي يلعب في مركز الظهير بفريق شيفيلد وينزداي.
ولد في مرسيليا، للأم جزائرية وأب أمريكي - بنيني، بدأ مسيرته كلاعب كرة قدم محترف في 2005 مع غويونيون. وقال إنه قضى عامين مع النادي لكنه لم تجعل ظهور له في الدوري الفرنسي قبل أن ينضم إلى اميان. لعب لأول مرة يوم 24 أغسطس 2007، ومضت إلى تقديم مزيد من إحدى عشرة مباراة في جميع المسابقات خلال موسم 2007-08. وكان مقتصرا على ثماني مباريات في الدوري وهبط في الموسم التالي واميان إلى Championnat الوطنية. [4 حددت] المدرب الجديد سيرج رومانو جونسون واحدة من أصول النادي أكثر القابلة للبيع واتفقوا على أنه من الممكن ان يغادر في حالة تلقيه عرضا مناسبا تتحقق. انضم الإسكتلندي أبردين نادي للمحاكمة في يوليو 2009، وبدا على الانضمام إليها بعد تألقه بشكل دائم على مدير مارك ماكغي.

## وصلات خارجية
- رضا جونسون على موقع رابطة كرة القدم الفرنسية للمحترفين (الإنجليزية)
- رضا جونسون على موقع قاعدة بيانات كرة القدم.إي يو (الإنجليزية)
- رضا جونسون على موقع ناشيونال فوتبول تيمز (الإنجليزية)
- رضا جونسون على موقع Soccerbase.com (لاعب) (الإنجليزية)
- رضا جونسون على موقع Soccerway.com (الإنجليزية)
- رضا جونسون على موقع كووورة

- البطاقة الشخصية.